# Samoloty torpedowe
Samoloty torpedowe (org. Торпедоносцы) – radziecki dramat wojenny z 1983 roku w reż. Semena Aranowicza na podstawie opowiadań wojennych Jurija Germana. Obraz poświęcony został lotnikom Floty Północnej. Film był emitowany w polskich kinach w latach 80. XX w.

## Fabuła
Rok 1944. W Arktyce bazuje pułk radzieckiego lotnictwa marynarki wojennej. Służba lotników upływa na wykonywaniu niebezpiecznych zadań bojowych, które większość głównych bohaterów kosztują życie. W ich wojenne losy wplecione są wątki osobistych dramatów, ponieważ w bazie stacjonują oni wraz z rodzinami.

## Obsada aktorska
- Rodion Nachapietrow – por. Biełobrow
- Alieksiej Żarkow – sierż. Czerepiec
- Andriej Bołtniew – kpt. Gawriłow
- Stanisław Sadalski – por. Dmitrienko
- Tatiana Krawczenko – Marusia
- Wiera Głagoliewa – Szura
- Nadieżda Łukaszewicz – Nastia
- Aleksandr Sirin – mjr Połotnikow
- Jurij Kuzniecow – ppłk. Fomienko
- Mitia Michaiłow – Igor Gawriłow
- Aleksandr Filippienko – generał

i inni.